# Günter Kronberg
Günter Kronberg (* 26. September 1926 in Gelsenkirchen; † 18. September 1977 in Frankfurt am Main) war ein deutscher Jazzsaxophonist (Alt- und Baritonsaxophon).
Nach einer Ausbildung an Klavier und Klarinette war er im Städtischen Orchester von Gelsenkirchen tätig. Anschließend arbeitete er als Jazzmusiker längere Zeit mit verschiedenen Gruppen in Nordafrika. 1960 trat er mit seiner Hard-Bop-Combo beim Jazz Festival in Frankfurt am Main auf. Anschließend arbeitete er bis 1969 im Albert Mangelsdorff–Quintett (Tourneen in Europa, Afrika, Asien und Nordamerika; Schallplattenaufnahmen). Von 1960 bis 1977 war er zudem Mitglied im hr-Jazzensemble und nahm an dessen Produktionen teil. Ab 1971 spielte er mit der Klaus Weiss-Big Band. 1974 gründete er mit Heinz Sauer, Bob Degen, Günter Lenz und Ralf Hübner die Gruppe Voices.

## Auswahldiskographie
- Klaus Weiss Orchestra: Live At The Domicile (1971)
- Voices: Rediscover the Beautiful (1976, mit Heinz Sauer, Bob Degen, Dieter Petereit und Ralf Hübner)
- Jazzensemble des Hessischen Rundfunks: Atmospheric Conditions Permitting (1967–1993).